# Elina Nasaudrodro
Elina Vavailagi Nasaudrodro (ur. 22 grudnia 1985) – fidżyjska judoczka. Olimpijka z Aten 2004, gdzie odpadła w eliminacjach w wadze lekkiej.
Srebrna medalistka igrzysk Pacyfiku w 2011 i brązowa w 2003 i 2007. Brązowa medalistka mistrzostw Oceanii w 2003 i 2004 roku.
Chorąży reprezentacji w Atenach 2004.

## Letnie Igrzyska Olimpijskie 2004
| Konkurencja | Eliminacje         | Klas. końcowa |
| Konkurencja | Przeciwnik I       | Miejsce       |
| ----------- | ------------------ | ------------- |
| 57 kg       | Sophie Cox (GBR) P | I runda.      |